# Blaque Ivory
Blaque Ivory (in den USA nur Blaque) ist ein US-amerikanisches Hip-Hop-Trio. Es wurde 1998 in Atlanta (Georgia) gegründet. Mitglieder sind Shamari Fears, Brandi Williams und Natina Reed (1979–2012). Der Bandname ist ein Akronym für Believe, Life, Achieving, Quest, Unity und Everything.

## Geschichte
Fears und Reed verbrachten bereits ihre Jugend miteinander. Erste musikalische Gehversuche unternahmen sie in der Band Butz, jedoch ohne nennenswerten Erfolg. Nach der Auflösung der Band gingen beide zunächst getrennte Wege.
Als Reed Lisa „Left Eye“ Lopes, Sängerin der R&B-Band TLC, kennenlernte, entstand die Idee einer gemeinsamen Produktion. Reed lud dafür ihre Freundin Fears und die Sängerin Brandi Williams ein. Auf Vermittlung von Lopes erhielt das Trio einen Plattenvertrag bei Sony Music.
Im Frühjahr 1999 erschien die von R. Kelly produzierte Debütsingle 808 und erreichte auf Anhieb die Top Ten der US-amerikanischen Billboard-Charts. Der Single folgte das Debütalbum Blaque, und die zweite Singleauskoppelung daraus, ein Duett mit der Boygroup N'Sync, übertraf in den USA sogar noch den Erfolg ihres Vorgängers.
Inzwischen sind zwei weitere Alben Blaque Out (2002) und Torch (2003) erschienen.
Vom Album Torch wurde der Song I’m Good für den Soundtrack des Hip-Hop-Tanzfilms Honey ausgewählt. Im Sog des Erfolgs dieses Films erreichte die Single Anfang 2004 die Hitparaden im deutschsprachigen Raum.

## Diskografie

### Studioalben
| Jahr | Titel  | Höchstplatzierung, Gesamtwochen, AuszeichnungChartplatzierungen (Jahr, Titel, Platzierungen, Wochen, Auszeichnungen, Anmerkungen) | Höchstplatzierung, Gesamtwochen, AuszeichnungChartplatzierungen (Jahr, Titel, Platzierungen, Wochen, Auszeichnungen, Anmerkungen) | Höchstplatzierung, Gesamtwochen, AuszeichnungChartplatzierungen (Jahr, Titel, Platzierungen, Wochen, Auszeichnungen, Anmerkungen) | Höchstplatzierung, Gesamtwochen, AuszeichnungChartplatzierungen (Jahr, Titel, Platzierungen, Wochen, Auszeichnungen, Anmerkungen) | Höchstplatzierung, Gesamtwochen, AuszeichnungChartplatzierungen (Jahr, Titel, Platzierungen, Wochen, Auszeichnungen, Anmerkungen) | Anmerkungen                        |
| Jahr | Titel  | DE | AT | CH | UK | US | Anmerkungen                        |
| ---- | ------ | --- | --- | --- | --- | --- | ---------------------------------- |
| 1999 | Blaque | — | — | — | — | US53 Platin · (54 Wo.)US | Erstveröffentlichung: 1. Juni 1999 |

Weitere Alben
- 2002: Blaque Out
- 2004: Torch
- 2007: Blaque by Popular Demand

### Singles
| Jahr | Titel Album                     | Höchstplatzierung, Gesamtwochen, AuszeichnungChartplatzierungen (Jahr, Titel, Album, Platzierungen, Wochen, Auszeichnungen, Anmerkungen) | Höchstplatzierung, Gesamtwochen, AuszeichnungChartplatzierungen (Jahr, Titel, Album, Platzierungen, Wochen, Auszeichnungen, Anmerkungen) | Höchstplatzierung, Gesamtwochen, AuszeichnungChartplatzierungen (Jahr, Titel, Album, Platzierungen, Wochen, Auszeichnungen, Anmerkungen) | Höchstplatzierung, Gesamtwochen, AuszeichnungChartplatzierungen (Jahr, Titel, Album, Platzierungen, Wochen, Auszeichnungen, Anmerkungen) | Höchstplatzierung, Gesamtwochen, AuszeichnungChartplatzierungen (Jahr, Titel, Album, Platzierungen, Wochen, Auszeichnungen, Anmerkungen) | Anmerkungen                                         |
| Jahr | Titel Album                     | DE | AT | CH | UK | US | Anmerkungen                                         |
| ---- | ------------------------------- | --- | --- | --- | --- | --- | --------------------------------------------------- |
| 1999 | 808 Blaque                      | — | — | — | UK31 (3 Wo.)UK | US8 Gold · (20 Wo.)US | Erstveröffentlichung: 4. Mai 1999                   |
| 1999 | Bring It All to Me Blaque       | DE67 (9 Wo.)DE | — | CH57 (4 Wo.)CH | — | US5 (29 Wo.)US | Erstveröffentlichung: 19. Juli 1999 feat. JC Chasez |
| 2004 | I’m Good Torch / Honey (O.S.T.) | DE52 (7 Wo.)DE | AT57 (4 Wo.)AT | CH47 (9 Wo.)CH | — | — | Erstveröffentlichung: 9. Februar 2004               |

Weitere Singles
- 1999: Adore Me
- 1999: I Do
- 2000: As If
- 2001: Can’t Get It Back (feat. Lisa Lopes)
- 2007: Blue Jeans